# 판타인잔
판타인잔(베트남어: Phan Thanh Liêm / 潘淸簡)은 대남제국(응우옌 왕조) 말엽에 인물이며 문신(文臣)이자 제후이다.
1857년 민망 황제때 과거에 급제하여 출사했으며 진사시에 합격했고, 한림원 편수 등을 지내다가 한때 민망 황제의 노여움을 사 병사로 충군되어 백의종군하였다. 그러나 일반 병사로 참전하여 최전선에 나가 솔선수범하여 상관과 동료들의 존경을 받았다. 곧 복직하여 티에우찌제 때 예부상서, 뜨득제 때는 담임 협판대학사 겸 병부상서, 추밀원대신 등을 지내고 황제의 자문관이 되었다. 프랑스(Pháp, 팝) 유학파 출신으로 유럽(Châu Âu, 쩌우어우, 구주)의 과학문명 기술을 불신하였으나 수용할 것을 주장하기도 했다. 대남제국의 황제들이 천주교 선교사를 박해하자 프랑스, 에스파냐(Tây Ban Nha, 떠이반냐)에는 선교사 고문과 처형을 구실로 1862년 남부를 침공하여 사이공, 비엔호아, 빈롱을 점령했다. 1862년 5월 판타인전은 프랑스가 더 이상 베트남을 침략하지 않기를 원하는 뜻에서 저딘(사이공 근처)과 딘뜨엉(미토) 지역을 프랑스에 할양해주었다. 이는 남부 베트남 동부 지역에서 가장 비옥한 지역이었다.
서부 3성(三省)을 다스리는 태수(太守) 겸 제후(諸侯)로 있을 때 제1차 사이공 조약 체결에 참여하였으나 부당한 조약 체결에 반대하고 제2차 조약을 체결하였으나 프랑스에서 거부하고 서부 3성을 침공하자 책임을 통감하고 자결하였다.
티에우찌제와 뜨득제 당시 2조(二朝)에서 대신으로 봉직하였다. 폐쇄적인 쇄국정책과 보수주의 가치관, 유교의 정치과 윤리 원칙 등에 대한 집착으로 프랑스가 베트남을 정복하는데 기여했다는 비판과 저항하지 않고 매국 조약을 체결했다는 비판이 있다.

## 생애

### 어린 시절

#### 출생과 가계
판타인전은 1796년 11월 11일 벤째 성 빈딘 근처의 시골 마을에서 중국계 이주민의 자손인 판타인응안(Phan Thanh Ngạn)과 럼티붓(Lâm Thị Bút)의 아들로 태어났다. 그의 선조는 중국인으로 복건성 등양현(海澄縣) 출신이었으나 명나라 멸망한 뒤 청나라에 반대하다가 베트남으로 이주하였다. 그의 선조들은 벤째 성 빈딘에 정착했고, 그의 어머니 역시 중국에서 망명한 복건성 출신 망명객의 후손으로 역시 중국계 혼혈인과 베트남 여성 사이에서 태어난 혼혈인이었다.
조부 판타인떱(Phan Thanh Tập)의 대에까지는 순혈 중국인이었으며, 판타인떱이 벤째 성으로 이주하여 베트남인 여자인 후인티혹(Huỳnh Thị Học)과 결혼하여 판 타인 응안을 두었다. 아버지 판타인응안은 군인 출신으로 응우옌 푹아인 휘하의 수군에서 복무하다가 말단 관료를 역임했다.

#### 소년기와 청년기
1802년 어머니 럼티붓이 사망하자 아버지 판타인응안은 쩐티즈엉(Trần Thị Dưỡng)과 재혼하였고, 그는 계모에 의해 양육되었다.
어려서부터 학문에 정진하였으며 응우옌반노아 사원(Nguyễn Văn Noa)에 들어가 공부하였다. 그의 아버지는 하급 관료를 지냈으나 판타인전은 과거 시험에 합격하여 요직에 진출하게 되었다. 그 뒤 정통 관료로 활동하던 중 1825년에는 남부 베트남의 코친차이나에서 이학 학사가 되고, 1826년에는 처음으로 박사학위를 받았다.
1815년 아버지 판타인응안은 관료로 재직 중 상관과의 불화로 투옥당하기도 했다. 판타인전은 아버지를 위로하려 빌롱의 감옥을 방문하여 역사 등에 대한 것을 들려주었다. 응우옌 반 노아 사원에서 수학할 때는, 아버지를 자주 보기 위해 원거리 통학을 감내하고 아버지가 수감된 감옥 근처로 이주하여 통학하였다. 이때 그는 한 여성을 만났고, 소년을 딱하게 여겼던 이 여성은 그에게 학비와 생활비를 지원해주었다.

### 관리 생활

#### 관료 생활 초반

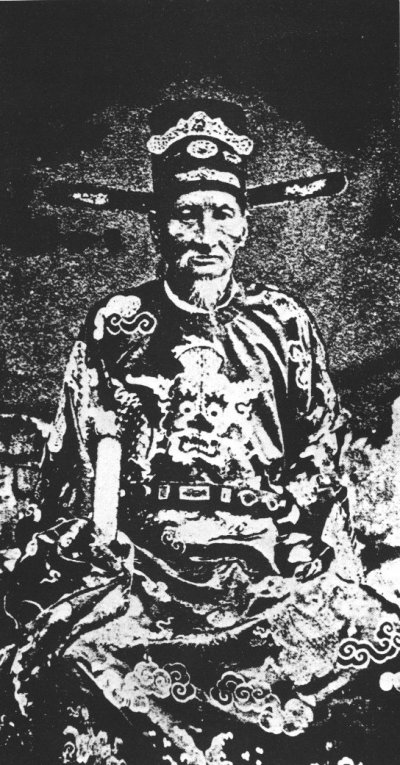
판타인전

여러 벼슬을 거쳐 응우엔 왕조 민망제 응우옌 푹 담 즉위 초 진사시에 합격하고, 남부 성의 과학담당 교수로 파견되었다. 이후 1840년 트어티엔후에성(承天順化省)의 학교 교육담당 부관, 1847년 성도(省都)의 검찰 부총장 등을 역임하고, 황제를 가까이에서 보좌하는 자문관이 직위에 기용되었다. 이때 민망제의 신임을 얻어 그는 빠른 속도로 승진하여 관리 중 2번째 서열까지 올랐으며, 황제의 자문관이 되었다. 그러나 유교 윤리를 철저히 따르며, 황제에게 제국법령과 관행이 지니고 있는 결함과 단점을 조목조목 지적해 민망 황제의 노여움을 사게 되었다.
민망제는 그의 직위를 박탈하고 강등시켰다가 병사로 종군케 하여 중부 베트남 꽝남 성(廣南省)의 하급 병사로 전투에 참여하게 했다. 그러나 그는 저항하거나 반발하지 않고, 전투나 도적 진압 시 전방의 최전선에 나가 용기와 규율의 모범을 보였다. 이러한 행동으로 상관이나 동료들로부터 존경과 신망을 얻게 되었으며, 민망제는 그를 복직시키고 다시 조정으로 불러들였다. 민망제 사후에도 솔선수범과 성실성을 인정받아 그는 계속 조정의 고위직에 유임되었다.

#### 저술과 후학 양성
민망제 시기에 한림원편수(翰林院編修)를 지냈으며, 티에우찌제 때에는 예부상서를 지냈다. 또한 역조헌장류지(歷朝憲章類志), 대남실록의 편찬 작업에도 참여했다.
학식과 고전에 능했던 그는 티에우찌제와 뜨득제의 신임을 얻어 각종 고사와 실록의 편찬 작업에 참여하였다. 판꽝딘(Phan Quang Định)과 판타인전 등 등의 학자들은 대량의 경론 문장을 써냈다.
성리학적 소양이 풍부했던 그는 수많은 문하생을 유학자로 길러냈고,과거 시험을 주관하였으며 왕의 자문관으로 중국과 베트남, 조선, 일본, 티베트, 몽골 등의 역사에 대한 해박한 지식과 고사를 인용하기도 했다. 또한 1856년 그는 중국의 역사서인 통감과 강목을 본따 총 53권의 흠정월사통감강목(欽定越史通鑑綱目)을 편찬하였다.
티에우찌제 즉위 후 국호를 대남으로 고쳤으며 이때 그는 예부상서로 임명되었다.

#### 프랑스와 제1차 사이공 조약 체결

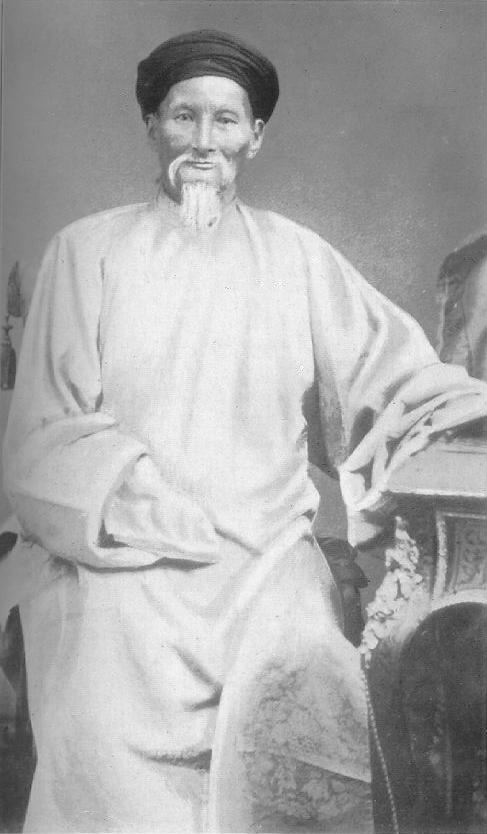
판타인전

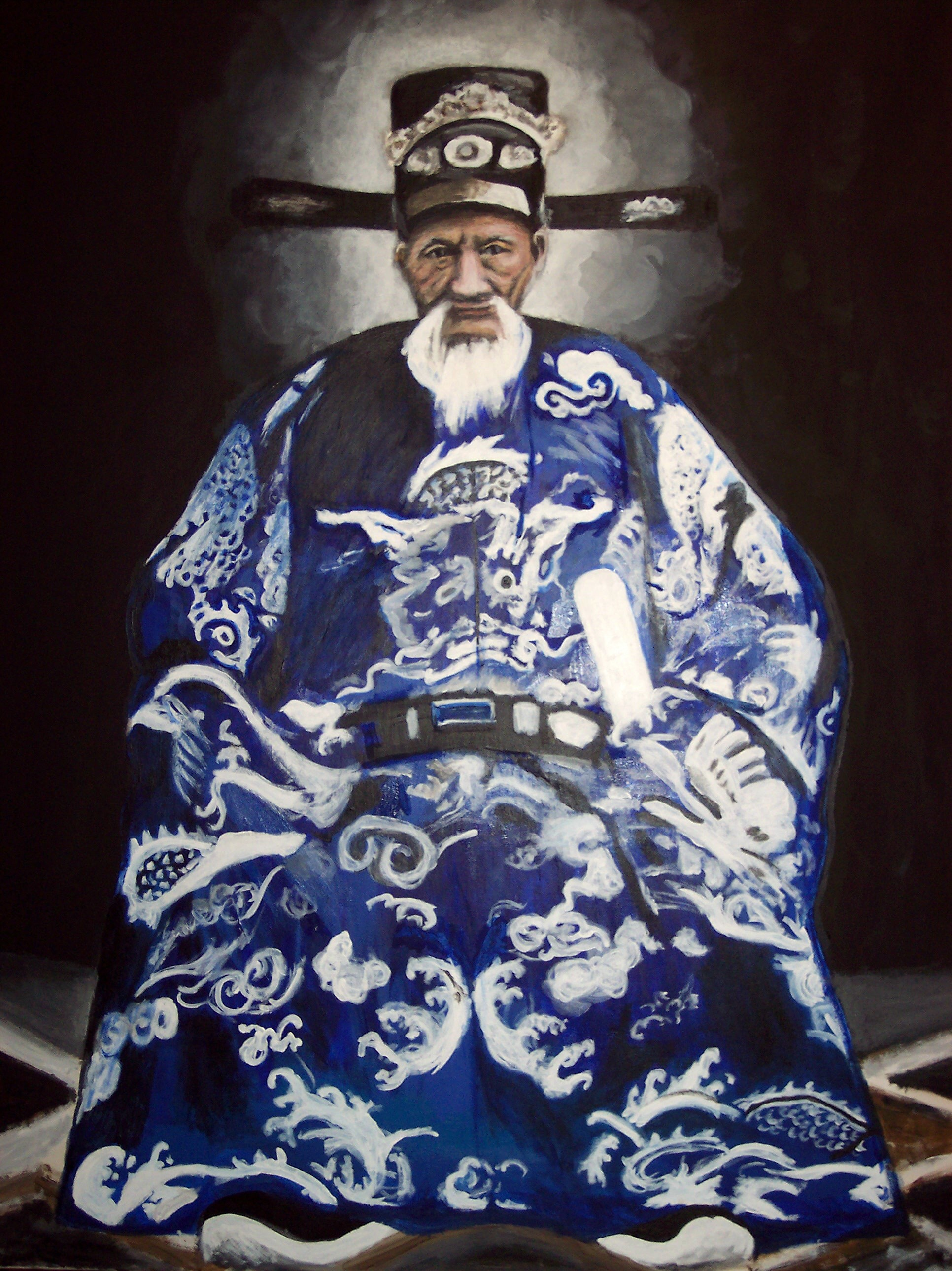
판타인전

뜨득제 즉위 초 그는 대남의 담임 협판 대학사 겸 병부상서, 추밀원 대신을 지냈다.
에스파냐, 프랑스의 기독교 선교사들에 의한 선교 이후 유교적 가치관과 제사를 거부하자 여기에 분노한 베트남 황제들은 기독교를 박해하는 정책을 편다. 그러나 프랑스 선교사의 연락을 받은 프랑스 정부가 개입하면서 프랑스는 베트남 남부에 침입하였다. 그러나 청나라와의 전선로 일시적으로 물러갔으나 1860년 프랑스가 청나라와의 전쟁에서 승리를 거두자 대남을 공격, 사이공을 함락시킨 뒤 사이공 근처 미토와 저딘 지역을 함락시키고 계속해서 세력을 넓혔다. 판타인전은 처음에 결사 항전을 주장하였다.
1862년 프랑스 에스파냐연합군은 비엔호아, 빈롱 등을 점령했다. 그러나 각지에서는 민란이 발생하였고 후에조정은 통킹 지방의 반란으로 남부에 충분한 지원을 못하고 결국 프랑스에 밀리게 된다. 이때 그는 민란에 대한 강경 진압을 건의하였다. 이어 베트남에 침입한 프랑스군에 대해서는 항전을 주장하였다. 그의 주장과는 관계 없이 조정은 먼저 내란을 먼저 평정하기 위해 프랑스와 협상을 결정한다.
1862년 5월 그는 대남 황제의 전권을 위임받은 전권대신단의 한사람이 되어 럼주이히엡(Lâm Duy Hiệp)등 베트남 대표단과 함께 프랑스 보나르제독 일행과 면담, 사이공의 프랑스 군함 위에서 협상하여 1862년 6월 5일 제1차 사이공 조약을 체결한다. 판타인전은 프랑스가 더 이상 베트남 영역으로 진출하지 않기를 바라며 저딘, 비엔호아과 딘뜨엉(지금의 미토) 꼰다오 제도을 할양해주었다. 이는 근대 베트남 최초의 불평등 조약이자 굴욕적인 조약으로 기록된다.

1. 가톨릭 포교의 자유 인정

1. 베트남 남동부의 3개주 꼰다오 제도을 프랑스의 속령으로 할양할 것

1. 다낭, 발랏, 꽝옌등 3개 항구의 프랑스와 스페인에게 개항하는 것

동부 3성은 당시 베트남 남동부의 비옥한 곡창지대로, 조약은 국내의 반발을 샀고 협상자의 한사람인 판타인전과 럼주이히엡은 매국노로 비난받게 된다. 1864년 황제는 비준에 앞서 조약에 불만을 품고 동부 3성 반환 교섭 사절을 프랑스와 에스파냐에 파견했지만 거절함으로써 실패한다. 그는 베트남 서부 3성의 태수로 파견되었다.
보나르 제독은 베트남 대남에 체류하며 대남 황실을 압력하는 한편 동부 3성을 간접 통치하는데, 서부 3성에 근거를 둔 반란이 계속되었다. 그는 제1차 사이공 조약 당시 서부 3성에 야욕을 품지 않는다는 조건을 제시했으나 1863년 프랑스의 속국으로 삼은 캄보디아와 베트남 동부 3성 사이의 서부 3성이 거추장스러워하여 서부 3성에 대한 식민지화를 계획한다.

#### 프랑스 방문과 신문물 목격
1863년 대남 뜨득제는 비준에 앞서 불평등한 조약에 불만을 품고 동부 3성 반환 교섭 사절을 양국에 보내지만 실패하였다.
그해 그는 프랑스의 초청을 받고, 그해 11월 베트남 사절단 팜푸트(Phạm Phú Thứ), 응우이칵단(Ngụy Khắc Đản)과 함께 파리로 가서 프랑스의 황제 나폴레옹 3세을 영접하였다. 이때 그는 3성 반환을 요구하였다. 나폴레옹 3세는 베트남에 대한 야욕은 없으며, 사이공, 저딘, 미토를 프랑스에게 할양할 것과 베트남이 프랑스의 군사 보호하에 있어야 된다고 주장하였다. 그러나 프랑스의 법무대신 프로스페르 드 샤슬루로바(Prosper de Chasseloup-Laubat)은 영토 반환은 안 된다며 강력 반대했고, 나폴레옹 3세는 결국 이 문제를 1864년 6월에 다시 협상하기로 한다.
프랑스 체류 중 그는 사신단과 함께 프랑스를 두루 시찰하던 판타인전은 산업 혁명과 그 결과물인 증기기관차와 증기선, 프랑스 유럽의 신기술 등을 처음 목격했다. 새로운 문물의 존재를 목격한 그는 크게 충격을 받았다. 베트남으로 귀국한 후 그는 뜨득제에게 프랑스의 말할 수 있는 범위를 넘어선 강력한 신기술과 새로운 문물을 설명한다. 그러나 뜨득제는 그렇지 않다며, 시를 지어 도덕, 인의과 윤리의 힘으로 우리가 프랑스군 침략자들을 격퇴할 수 있을 것이라며 오히려 판타인전을 책망하였다.

### 생애 후반

#### 제2차 조약 실패
1863년 판타인전은 프랑스에게 베트남 식민화를 위한 노력을 중단하고, 동부 3개성을 반환하는 대신 베트남 완조 조정은 사이공·미토·무이붕터우 부근에 교역지를 두고 프랑스에 매년 조공을 바치며, 남부 베트남 전체를 프랑스의 보호령화하는 조약을 맺자고 제안했다. 뜨득제가 이 중 몇 가지 사항에 대해 불만을 느껴 베트남에 유리하게 조항을 수정했지만 프랑스는 이 제안을 받아들여 1864년에 조약이 체결되었다.
1865년 프랑스는 원래의 조약내용만을 인정하겠다고 선언했다. 판타인전은 자신의 계획이 실패했으며 결과적으로 국민을 배반하게 되었다고 낙담했다. 프랑스 방문 시 증기기관차와 자동차, 각종 신문물을 구경했던 그는 서구문명의 영향을 두려워했고 유럽의 기술문명을 불신했다. 1865년 판타인전은 남기경략사(南圻經略使)에 임명되어 파견되고 서부 3성(빈롱, 안정, 하띠엔)에의 태수를 겸임하였다.

#### 항전과 자결
1867년 보나르는 베트남 현지인을 고용하여 간접통치 형식을 빌었으나 바로 동부 3성을 직접통치 형태로 바꾸고 후에 조정에 반란이 종식되지 않으면 서부 3성을 무력 점령할 것이라고 통보한다. 그 뒤 프랑스군이 서부 3성을 점령하게 되자 서부 3성의 통치 책임자였던 판타인전은 항전을 결행하였다.
전쟁에 앞서 빈롱 성에서 며칠간 단식을 하였으며, 항전을 계속하였으나 전황이 불리했고 그 역시 이미 유럽 여행과 프랑스인과의 접촉으로 어우주에 맞서는 것이 소용없음을 알고 그해 8월 4일 베트남 빈롱 성에서 독약을 먹고 자살하였다. 이때 그는 부관들과 자손들에게 프랑스가 도덕적 정당성도 없이 무력을 사용하는 데 항의하는 것과 자녀들과 양인들에게 협력하지 말라는 것, 어우주의 병기의 위력이 대단하니 저항했다가는 학살만 부를 뿐이라며 저항하지 말라고 유언을 남겼다. 그러나 부관들과 그의 자손들은 꾸준히 반프랑스 민족 해방 운동에 가담하며 저항하였다. 사망 당시 그의 나이 향년 72세였다.

### 사후
하노이에 사당이 건립되었다. 그는 1차 사이공 조약의 체결 책임자로서 매국노로 낙인찍힐 뻔했으나 서부 3성의 함락 직전 책임을 통감하고 자결로 자신의 뜻을 보임으로써 영웅으로 추앙되었다. 이로써 안남국은 코친차이나 6성을 완전히 상실하였다. 그러나 그의 아들 판타인똔(Phan Thanh Tôn, 1837 - 1893), 판타인리엠(1833 - 1896) 등은 프랑스에 저항하는 운동에 동참하였다. 그의 자결은 반프랑스 독립운동가들을 자극했고 베트남 독립운동의 도화선이 된다.

## 저서
- 흠정월사통감강목(欽定越史通鑑綱目)
- 양계시초(梁溪詩草) : 시문집
- 양계문초(梁溪文草)
- 약부시집(藥夫詩集)
- 사청시집(使淸詩集)
- 사정시집(使程詩集)
- 문초보유(文草補遺)
- 와유집(臥遊集)

### 기행문
- 여서사정일기(如西使程日記)

### 편저
- 역조헌장류지(歷朝憲章類志)
- 대남실록 (공저)
- 민망지요(明命志要》

## 평가와 비판
서부 3성의 함락 직전 책임을 통감하고 자결로 자신의 뜻을 보임으로써 책임감과 소신을 보였다는 평가가 있다.
그러나 그가 프랑스의 침략을 가속화했다는 비판도 있다. 폐쇄적인 쇄국정책과 보수주의 가치관, 유교의 정치·윤리 원칙 등에 대한 집착으로 프랑스가 베트남을 정복하는데 기여했다는 것이다. 또한 저항하지 않고 매국 조약을 체결했다는 비판도 있다.

## 기타
1862년 프랑스 정부와 베트남 조정 사이에 체결된 제1차 사이공 조약이 성사되자 그는 프랑스 정부의 추천을 받고 조약 성사의 공로로 프랑스의 황제 나폴레옹 3세로부터 레종 도뇌르 훈장을 수여받았다. 이것 역시 제1차 사이공 조약 체결 이후 그에 대한 베트남인들의 인식 악화를 초래하였다.

## 같이 보기
| - 판타인리엠 - 정월사통감강목 | - 제1차 사이공 조약 - 제2차 사이공 조약 |